# Fructuós Piqué Salvat
Fructuós Piqué Salvat (Reus, 21 de gener de 1875 - 1958) va ser compositor, pianista i mestre de música. Era fill de Ramon Piqué Moragues, fuster, dels Arcs i de Josepa Salvat Barenys, de Maspujols.

## Biografia
Va estudiar al Conservatori del Liceu, a Barcelona, on va obtindre diversos premis musicals en composició i harmonia. Va ser deixeble del músic reusenc Miquel Planàs, pare del conegut violoncel·lista i compositor Antoni Planàs, i va fer diversos cursos a l'Escola Municipal de Música de Barcelona. Els anys 1904 - 1906 va dirigir concerts de corals barcelonines, i el 1907 va ser el director de la nounada societat coral «Escola Orfeó Canigó». Tornat a Reus, va ser professor de solfeig i piano a l'Escola del Treball i va obrir simultàniament una acadèmia particular. Va fundar i dirigir l'orfeó de la societat Foment Nacionalista Republicà i, el 1913, si més no, va dirigir l'orfeó del Centre de Lectura.
Va ser l'autor d'una abundant producció musical des del 1902 fins al 1948: va compondre música religiosa, cançons, himnes, peces corals, sardanes i marxes. També va ser professor del músic i compositor riudomenc Joan Guinjoan, del reusenc Josep Casanovas i Marca i del director d'orquestra cambrilenc Àngel Recasens i Galbas. Va col·laborar amb escrits de temàtica musical al Diari de Reus i en la postguerra al Diario Español. Els seus fons musicals es guarden a l'Arxiu Municipal de Reus.

## Obres
Selecció
- Entre flores, vals (1917), per a piano[6]
- Himne de l'Orfeó Canigó (1906), per a cor
- Himno al libro, per a veu i piano, amb lletra de Jaume Sardà i Ferran
- La Marruixa (1905), per a cor[2]
- Salve (1913), per a cor[4]
- La sardana dels infants, enregistrada en disc per la cobla Reus Jove[7]
- Vals expresivo, per a piano[8]

### Publicacions
- Piqué Salvat (professor de música), F «La música como expresión objetiva». Ritmo, nº 183, Enero 1945, pàg. 5. ISSN: 0035-5658.